# Liiga
Liiga – najwyższa klasa rozgrywek ligowych w hokeju na lodzie w Finlandii.

## Historia
Rozgrywki SM-liiga zostały założone w 1975. Zastąpiła wówczas dotychczasowe rozgrywki SM-sarja, który toczyły się na amatorskim poziomie. Nazwa "SM" było przyjętym skrótem pochodzącym od "Suomen mestaruus" (pol. Fińskie Mistrzostwa). Obecnie występuje w niej 14 klubów. Drugą klasą rozgrywkową jest Mestis. W przeszłości pomiędzy ligami zachodziła prawidłowości spadku i awansu. Ten system został zakończony w 2000. W 2005 SM-liiga została otwarta celem przyjęcia klubu KalPa. Poza tym skład ligi był zamknięty. W 2009 roku wprowadzono nowy format, w myśl którego ostatnia drużyna w sezonie SM-liiga rywalizuje o miejsce w lidze z mistrzem Mestis (do czterech zwycięstw w meczach). Rozgrywki SM-liiga należą do międzynarodowego stowarzyszenia Hockey Europe. Przed sezonem 2013/2014 dokonano zmiany nazwy rozgrywek z SM-liiga na Liiga. Po edycji 2013/2014 ustatkowany od kilku lat skład ligowy opuścił stołeczny klub Jokerit, który przystąpił do rosyjskich rozgrywek KHL edycji 2014/2015. W jego miejsce do SM-liiga przyjęto zespół Vaasan Sport. W 2015 przyjęto klub KooKoo. Jeszcze we wrześniu 2015 do sezonu Liiga (2015/2016) został przyjęty klub Mikkelin Jukurit. Po zakończeniu sezonu 2015/2016 z ligi wycofany został zespół Espoo Blues.
Pod koniec rozgrywania sezonu zasadniczego edycji Liiga (2019/2020) w dniu 13 marca 2020 ogłoszono zakończenie edycji ligowej z powodu pandemii COVID-19. Był to pierwszy przypadek nie wyłonienia medalistów mistrzostw Finlandii od 1944, gdy uniemożliwiła to wojna kontynuacyjna.

## Zasady rozgrywek
W sezonie regularnym każdy z zespołów rozgrywa w sumie 58 meczów (po cztery z resztą zespołów oraz dodatkowo od dwóch do czterech meczów z klubami położonymi najbliżej pod względem geograficznym). Do fazy play-off kwalifikuje się sześć pierwszych drużyn w tabeli. Zespoły z miejsc 7-10 walczą o dwa pozostałe miejsca w 1/4 finału. Zarówno ćwierćfinały, półfinały jak i finał rozgrywany jest w systemie do czterech zwycięstw. Rywalizacja o 3. miejsce przebiega tylko w jednym meczu.

## Edycje
| Rok  | Złoty medal                                   | Srebrny medal                                 | Brązowy medal                                 | Sezon zasadniczy |
| ---- | --------------------------------------------- | --------------------------------------------- | --------------------------------------------- | ---------------- |
| 1976 | TPS                                           | Tappara                                       | Ässät                                         | TPS              |
| 1977 | Tappara                                       | TPS                                           | KooVee                                        | Tappara          |
| 1978 | Ässät                                         | Tappara                                       | TPS                                           | Tappara          |
| 1979 | Tappara                                       | Ässät                                         | TPS                                           | Ässät            |
| 1980 | HIFK                                          | Ässät                                         | Kärpät                                        | TPS              |
| 1981 | Kärpät                                        | Tappara                                       | TPS                                           | Tappara          |
| 1982 | Tappara                                       | TPS                                           | HIFK                                          | TPS              |
| 1983 | HIFK                                          | Jokerit                                       | Ilves                                         | Jokerit          |
| 1984 | Tappara                                       | Ässät                                         | Kärpät                                        | Tappara          |
| 1985 | Ilves                                         | TPS                                           | Kärpät                                        | TPS              |
| 1986 | Tappara                                       | HIFK                                          | Kärpät                                        | Tappara          |
| 1987 | Tappara                                       | Kärpät                                        | HIFK                                          | Kärpät           |
| 1988 | Tappara                                       | Lukko                                         | HIFK                                          | Ilves            |
| 1989 | TPS                                           | JyP HT                                        | Ilves                                         | TPS              |
| 1990 | TPS                                           | Ilves                                         | Tappara                                       | TPS              |
| 1991 | TPS                                           | KalPa                                         | HPK                                           | TPS              |
| 1992 | Jokerit                                       | JyP HT                                        | HIFK                                          | JyP HT           |
| 1993 | TPS                                           | HPK                                           | JyP HT                                        | TPS              |
| 1994 | Jokerit                                       | TPS                                           | Lukko                                         | TPS              |
| 1995 | TPS                                           | Jokerit                                       | Ässät                                         | Jokerit          |
| 1996 | Jokerit                                       | TPS                                           | Lukko                                         | Jokerit          |
| 1997 | Jokerit                                       | TPS                                           | HPK                                           | Jokerit          |
| 1998 | HIFK                                          | Ilves                                         | Jokerit                                       | TPS              |
| 1999 | TPS                                           | HIFK                                          | HPK                                           | TPS              |
| 2000 | TPS                                           | Jokerit                                       | HPK                                           | TPS              |
| 2001 | TPS                                           | Tappara                                       | Ilves                                         | Jokerit          |
| 2002 | Jokerit                                       | Tappara                                       | HPK                                           | Tappara          |
| 2003 | Tappara                                       | Kärpät                                        | HPK                                           | HPK              |
| 2004 | Kärpät                                        | TPS                                           | HIFK                                          | TPS              |
| 2005 | Kärpät                                        | Jokerit                                       | HPK                                           | Kärpät           |
| 2006 | HPK                                           | Ässät                                         | Kärpät                                        | Kärpät           |
| 2007 | Kärpät                                        | Jokerit                                       | HPK                                           | Kärpät           |
| 2008 | Kärpät                                        | Blues                                         | Tappara                                       | Kärpät           |
| 2009 | JYP                                           | Kärpät                                        | KalPa                                         | JYP              |
| 2010 | TPS                                           | HPK                                           | JYP                                           | JYP              |
| 2011 | HIFK                                          | Blues                                         | Lukko                                         | JYP              |
| 2012 | JYP                                           | Pelicans                                      | Jokerit                                       | KalPa            |
| 2013 | Ässät                                         | Tappara                                       | JYP                                           | Jokerit          |
| 2014 | Kärpät                                        | Tappara                                       | Lukko                                         | Kärpät           |
| 2015 | Kärpät                                        | Tappara                                       | JYP                                           | Kärpät           |
| 2016 | Tappara                                       | HIFK                                          | Kärpät                                        | HIFK             |
| 2017 | Tappara                                       | KalPa                                         | JYP                                           | Tappara          |
| 2018 | Kärpät                                        | Tappara                                       | HIFK                                          | Kärpät           |
| 2019 | HPK                                           | Kärpät                                        | Tappara                                       | Kärpät           |
| 2020 | Sezon niedokończony wskutek pandemii COVID-19 | Sezon niedokończony wskutek pandemii COVID-19 | Sezon niedokończony wskutek pandemii COVID-19 | Kärpät           |
| 2021 | Lukko                                         | TPS                                           | HIFK                                          | Lukko            |
| 2022 | Tappara                                       | TPS                                           | Ilves                                         | Tappara          |
| 2023 | Tappara                                       | Pelicans                                      | Ilves                                         | Tappara          |
| 2024 | Tappara                                       | Pelicans                                      | Kärpät                                        | Tappara          |
| 2025 |                                               |                                               | Ilves                                         | Lukko            |

## Trofea i nagrody

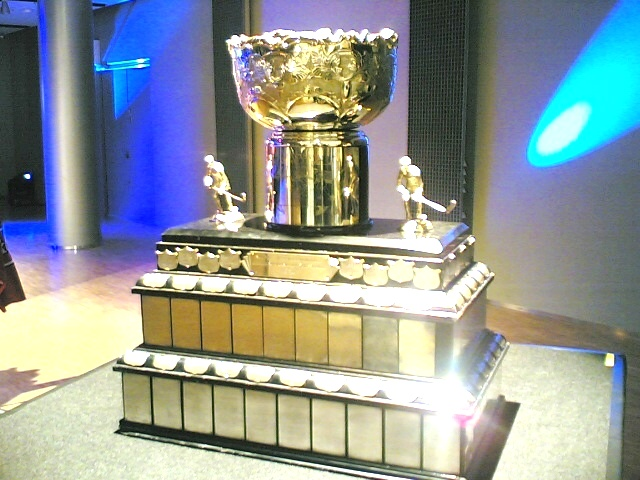
Puchar Kanada-malja

W lidze są przyznawane nagrody zarówno drużynowe jak i trofea indywidualne. Najlepsza drużyna w sezonie regularnym otrzymuje Trofeum pamiątkowe Harry’ego Lindbladina. Zwycięska drużyna w fazie play-off rozgrywek i jednocześnie zdobywca mistrzostwa Finlandii otrzymuje złote medale oraz puchar Kanada-malja. Ponadto wręcza się nagrodę Hopealuistin dla drużyny z najlepszym bilansem bramowym w przewagach i osłabieniach.
Ponadto są przyznawane nagrody indywidualne, których nazwy w przeszłości pochodziły od sponsorów, zaś od 1995 roku mianowano je imionami i nazwiskami legend fińskiego hokeja na lodzie:
- Kultainen kypärä (Złoty Kask) – najlepszy zawodnik (w głosowaniu graczy ligi)
- Trofeum Urpo Ylönena – najlepszy bramkarz
- Trofeum Pekki Rautakallio – najlepszy obrońca
- Trofeum Jarmo Wasamy – najlepszy debiutant
- Trofeum Lassego Oksanena – najlepszy zawodnik w sezonie regularnym
- Trofeum Aarnego Honkavaary – najwięcej goli w sezonie regularnym
- Trofeum Veliego-Pekki Ketoli – najwięcej punktów w sezonie regularnym
- Trofeum Mattiego Keinonena – najbardziej efektywny zawodnik w klasyfikacji +/-
- Trofeum Jariego Kurri – najlepszy zawodnik w fazie play-off
- Trofeum Raimo Kilpiö – najuczciwszy zawodnik / dżentelmen
- Trofeum Kaleviego Numminena – najlepszy trener
- Trofeum Unto Wiitala – najlepszy sędzia główny
- Trofeum Pentti Isotalo – najlepszy sędzia liniowy